# فرودگاه ایستمین ریور
فرودگاه ایستمین ریور (به انگلیسی: Eastmain River Airport) یک فرودگاه همگانی باربری با کد یاتا ZEM است که یک باند فرود شن دارد و طول باند آن ۱۰۷۰ متر است. این فرودگاه در شهر ایستمین، کبک کشور کانادا قرار دارد و در ارتفاع ۷ متری از سطح دریا واقع شده‌است.

## شرکت‌های هواپیمایی و مقصدهای پروازی
| شرکت‌های هواپیمایی | مقصدهای پروازی                                                                                         |
| ----------------- | --- |
| Air Creebec       | چیبووگاماو/چاپایس، چیساسیبی، کویواراپیک، مونترآل-پییر الیوت ترودو، نمیسکو، ول-د ار، واسکاگانیش، ومینجی |